# Charles Evans (Bergsteiger)
Sir Robert Charles Evans (* 19. Oktober 1918; † 5. Dezember 1995) war ein britischer Mediziner und Bergsteiger. 

## Leben
Evans erhielt seine Ausbildung in Shrewsbury und Oxford. Als junger Arzt diente er im Burma-Feldzug während des Zweiten Weltkriegs. Anschließend arbeitete er als Neurochirurg in Liverpool. 1958 wurde er zum Rektor der Bangor University of North Wales berufen. Diese Position hatte er bis zu seiner Pensionierung 1984 inne.
Evans unternahm 1939 ausgiebige Klettertouren in den Alpen, nach dem Krieg in Großbritannien.
Im Jahr 1953 war Evans stellvertretender Leiter der Expedition zur Erstbesteigung des Mount Everest. Zusammen mit Tom Bourdillon unternahm er am 26. Mai den ersten Gipfelversuch. Beide erreichten den Südgipfel, 100 Höhenmeter unter dem Gipfel, hatten aber durch Probleme mit ihren Sauerstoffsystemen so viel Zeit verloren, sodass sie den weiteren Aufstieg abbrechen mussten. Evans war derjenige, der seinen Partner Bourdillon vom Weiterklettern abhielt, weil es wegen fortgeschrittener Tageszeit, unbekannter Restanstiegszeit und ausgehendem Sauerstoff zu riskant gewesen wäre. Zwei Tage später standen Tenzing Norgay und Edmund Hillary auf dem Gipfel.
1955 leitete Evans die erfolgreiche Kangchendzönga-Expedition, bei der vier Bergsteiger erstmals den Gipfel erreichten. Evans trug noch eine Last bis ins letzte Hochlager, erreichte den Gipfel aber selbst nicht.
1969 wurde er als Knight Bachelor geadelt. 
Nach seiner Pensionierung erkrankte Evans an Multipler Sklerose, was auch seine Bergsteigerkarriere beendete.